# Clark Gable
Clark Gable (Cadiz, Ohio, 1. veljače 1901. – Hollywood, 16. studenog 1960.), američki filmski glumac.
Između dva rata bio je jedan od najpopularnijih glumaca. Glumio je romantične heroje, gusare, ratnike, buntovnike i bio izrazita individualnost. Nezaboravnu ulogu ostvario je likom Rhetta Butlera u filmu Zameo ih vjetar. Godine 1934. dobio je Oscar za najboljeg glavnog glumca u filmu Dogodilo se jedne noći.
Umro je u Los Angelesu, Kaliforniji, kao rezultat četvrtog srčanog udara.
Izabrani Gableovi filmovi: 
- Probni pilot
- Zameo ih vjetar
- Dogodilo se jedne noći
- Mogambo
- Pobuna na brodu Bounty

## Vanjske poveznice
- Clark Gable u internetskoj bazi filmova IMDb-u (engl.)